# Ctenogobiops
Ctenogobiops is een geslacht van straalvinnige vissen uit de familie van grondels (Gobiidae). Het geslacht is voor het eerst wetenschappelijk beschreven in 1959 door Smith.

## Soorten
- Ctenogobiops aurocingulus (Herre, 1935)
- Ctenogobiops crocineus Smith, 1959
- Ctenogobiops feroculus Lubbock & Polunin, 1977
- Ctenogobiops formosa Randall, Shao & Chen, 2003
- Ctenogobiops maculosus (Fourmanoir, 1955)
- Ctenogobiops mitodes Randall, Shao & Chen, 2007
- Ctenogobiops phaeostictus
- Ctenogobiops pomastictus Lubbock & Polunin, 1977
- Ctenogobiops tangaroai Lubbock & Polunin, 1977
- Ctenogobiops tongaensis Randall, Shao & Chen, 2003